# جبر فيراسورو
في الرياضيات، يعد جبر فيراسورو (الذي سمي على اسم الفيزيائي ميغيل أنخيل فيراسورو) معقدًا لجبر الكذبة، وهو الامتداد المركزي الفريد لجبر ويت. يستخدم على نطاق واسع في نظرية المجال المطابق ثنائية الأبعاد وفي نظرية الأوتار.

## تعريف
امتد جبر فيراسورو مولدات Ln ل n ∈ ℤ والمسؤول المركزية c هذه المولدات ترضي {\displaystyle [c,L_{n}]=0} و
| {\displaystyle [L_{m},L_{n}]=(m-n)L_{m+n}+{\frac {c}{12}}(m^{3}-m)\delta _{m+n,0}.} |عامل 1/12 هو مجرد مسألة اتفاقية. لاشتقاق الجبر باعتباره الامتداد المركزي الفريد لجبر ويت، انظر اشتقاق الجبر فيراسورو.
يحتوي جبر فيراسورو على عرض تقديمي من حيث مولدين (على سبيل المثال L 3 و L 2 ) و 6 العلاقات.

## التطبيقات

### نظرية المجال المطابق
يتكون جبر التحويلات المطابقة المحلية من نسختين من جبر ويت. ويترتب على ذلك أن جبر التناظر لنظرية المجال المطابق ثنائية الأبعاد هو جبر فيراسورو. من الناحية الفنية، يعتمد نهج التمهيد المطابق لـسي إف تي ثنائي الأبعاد على كتل فيراسورو المطابقة، والوظائف الخاصة التي تتضمن وتعمم شخصيات تمثيلات جبر فيراسورو.

### نظرية الأوتار
نظرًا لأن جبر فيراسورو يشتمل على مولدات المجموعة المطابقة للورقة العالمية، فإن موتر الإجهاد في نظرية الأوتار يخضع لعلاقات التبديل (نسختان من) جبر فيراسورو. وذلك لأن المجموعة المطابقة تتحلل إلى أشكال مختلفة مختلفة من الأضواء الأمامية والخلفية. ثبات تباين الشكل في ورقة العالم يعني بالإضافة إلى ذلك أن موتر الإجهاد يتلاشى. يُعرف هذا باسم جبر قمة الرأس، وفي نظرية الكم، لا يمكن تطبيقه على جميع الحالات في النظرية، بل على الحالات الفيزيائية فقط (قارن شكليات جوبتا بلولر).